# Marie Carandini

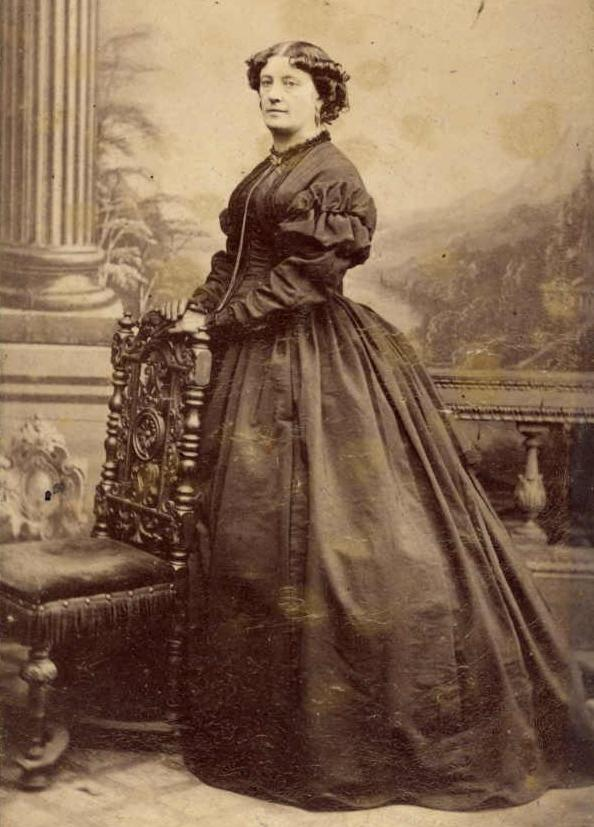
W.P. Dowling: Madame Marie Carandini, um 1863/1865

Marie Carandini, Marchesa di Sarzano (* 1. Februar 1826 in Brixton, London; † 13. April 1894 in Richmond Hill bei Bath, Somerset, England) war eine britische Opernsängerin (Sopran).

## Leben

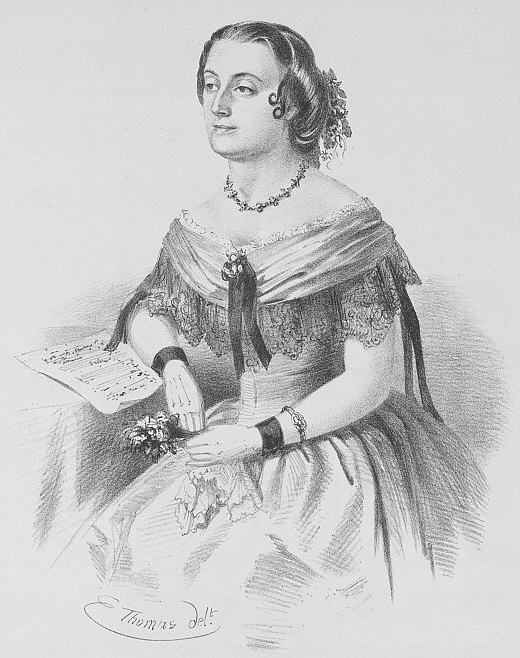
Marie Carandini, um 1859

Marie Burgess war die Tochter des Londoner Kutschers James Burgess und seiner Ehefrau Martha. Im Jahre 1833 wanderten ihre Eltern nach Tasmanien, Australien, aus. Im Jahre 1843 heiratete die erst 17-jährige Marie den italienischen Emigranten und Aristokraten Jerome Carandini, 10. Marchese di Sarzano (1803–1870). Aus der Ehe, die allen Berichten zufolge glücklich verlief, gingen fünf Töchter und drei Söhne, hervor. Ab dem Jahr 1846 lebte das Paar in Sydney, wo sie eine Gesangsausbildung unter Isaac Nathan und Lewis Henry Lavenu erhielt. Schon bald hatte Carandini einen exzellenten Ruf als Konzert- und Opernsängerin in ganz Australien. Nach dem Tod ihres Ehemannes ging sie auf Gesangstournee nach Neuseeland, Indien, in die Vereinigten Staaten und nach Europa.
Marie Carandini, Marchesa di Sarzano starb 1894 an den Folgen einer Krebserkrankung in Richmond Hill bei Bath und wurde dort bestattet.

## Trivia
- Ihre älteste Tochter, Rosina Martha Hozanah Palmer (1844–1932), war ebenfalls eine gefeierte Opernsängerin (Sopran).
- Der Schauspieler Sir Christopher Frank Carandini Lee (1922–2015), bekannt durch seine Darstellung des Grafen Dracula, war ein Urenkel von Marie Carandini.